# Сеножети (Дол при Љубљани)
Сеножети (словен. Senožeti) је насељено место у општини Дол при Љубљани, Средњесловенска регија, Словенија.

## Историја
До територијалне реорганизације у Словенији били су у саставу града Љубљане, односно старе општине Мосте-Поље.

## Становништво
У попису становништва из 2011. године, Сеножети су имали 759 становника.
| Број становника према пописима | Број становника према пописима | Број становника према пописима |
| ------------------------------ | ------------------------------ | ------------------------------ |
| 1991                           | 2002                           | 2011                           |
| 480                            | 587                            | 759                            |